# Ioánnis Koléttis
Ioánnis Koléttis (grec moderne : Ιωάννης Κωλέττης, en français : Jean Colettis) (1774-1847) est un protagoniste de la guerre d'indépendance grecque et un homme d'État qui est plusieurs fois ministre et Premier ministre du royaume de Grèce.
Originaire d'Épire, il a une forte influence en Grèce continentale, notamment sur les armatoles de la région.
De façon générale, il appartenait à la tendance des « politiques », souvent opposée à celle des « militaires ». Il est souvent décrit comme un habile politicien, voire un intrigant selon ses détracteurs qui rappelaient qu'il avait été initié à la politique par son ancien maître Ali Pacha.
Après l'indépendance, il est membre du parti français. En tant que premier ministre, il gouverne en lien étroit avec le roi Othon, dénaturant le régime de monarchie parlementaire mis en place après le coup d'État du 3 septembre 1843. Il est alors l'un des promoteurs de la Grande Idée.

## Biographie
D'origine valaque, il est né à Syrráko, dans le Pinde (montagnes d'Épire au nord-ouest de la Grèce). Il fait des études de médecine à Pise où il se lie avec les Carbonari. Il devient médecin personnel de Mouktar Pacha, fils d'Ali Pacha, pacha de Janina.
Il est initié dans la Philiki Etairia en 1819.
Il participe à la première Assemblée nationale à Épidaure en 1822 et devint ministre de l'Intérieur et ministre de la Guerre par intérim. Il entre rapidement en conflit avec l'armatole Odysseas Androutsos, le chef militaire le plus influent de Grèce orientale, qu'il tente probablement de faire assassiner et dont il finit par se débarrasser en 1825.
La deuxième Assemblée nationale (1823) le nomme sous-préfet d'Eubée, où il dirige des opérations militaires.
Il est particulièrement impliqué dans les guerres civiles de 1824 ; il est nommé au gouvernement (l'Exécutif) en décembre 1823, à la place d'un partisan de Kolokotrónis, ce qui marque le début de la première guerre civile. Au sein du gouvernement présidé par Kounouriótis, il lutte d'influence avec le conseiller de ce dernier, Mavrokordátos.
Lors de la seconde guerre civile, il s'opposa au « Parti péloponnésien » des primats et des partisans de Kolokotrónis, qu'il finit par vaincre grâce aux troupes roméliotes et notamment celles de Goúras qui avait supplanté Androútsos.
Après la fin du gouvernement de Kountouriótis en avril 1826 à la suite de la seconde Assemblée de Trézène, il est en butte aux attaques des primats du Péloponnèse, ses anciens ennemis de la seconde guerre civile.
En novembre 1826, il dirige une opération qui devait s'emparer du dépôt d'armes turc d'Atalánti. Son échec nuit à sa réputation de chef de guerre.
Ioánnis Kapodístrias le nomme gouverneur de Samos, puis ministre de la Défense dans le Panellínion.
Après l'assassinat de Kapodistrias en octobre 1831, Koléttis tente de former un gouvernement de coalition avec Theodóros Kolokotrónis et le frère de Kapodóstrias, Avgostínos. Les opinions divergent trop au sein de la coalition qui ne peut donc gouverner efficacement. En décembre, Avgostínos Kapodístrias est élu gouverneur dans des conditions irrégulières au cours de l'assemblée d'Argos; Koléttis prend alors la tête de l'opposition qui organisa un gouvernement concurrent, basé à Mégare, soutenu par les troupes rouméliotes. En avril 1832, l'opposition finit par marcher contre le gouvernement et chasse Kapodistrias après quelques combats. Koléttis forme alors une commission exécutive de 7 membres, regroupant des personnalités de différents bords politiques : trop hétérogène, cette commission ne peut pas, elle non plus, fonctionner et l'anarchie perdure jusqu'à l'arrivée du roi Othon.

### Période othonienne
Il est d'abord ministre de la Marine et de la Défense puis Premier ministre lors de la monarchie dite « bavaroise » d'Othon, avant d'être écarté et nommé ambassadeur à Paris. Là, il fait sensation parce qu'il persiste à porter la fustanelle. Il garde cette habitude jusqu'à la fin de sa vie. À Paris, il se lie d'amitié avec François Guizot.

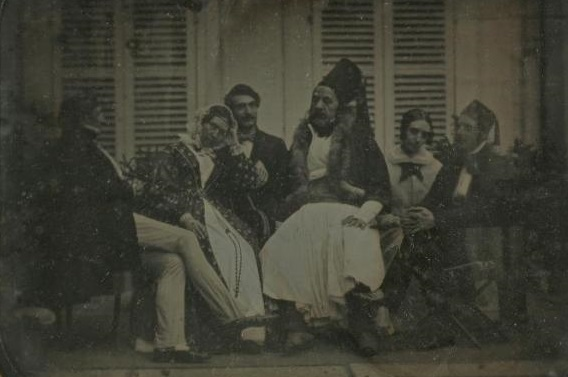
Koléttis en 1842 quand il était ambassadeur de Grèce à Paris, en compagnie de Jean-Gabriel Eynard (à gauche) et son épouse Anna.

Après le coup d'État du 3 septembre 1843, Koléttis revient en Grèce et participe à la rédaction de la constitution imposée au Roi.
Lors des premières élections, celles de 1844, Koléttis s'affirme comme le chef du Parti français. Il s'entend avec Andréas Metaxás du parti russe pour former un gouvernement. Metaxás reste peu de temps Premier Ministre et ensuite Koléttis est choisi par Othon pour diriger avec lui le pays. En effet, il convient parfaitement au souverain.
Ensemble, ils gouvernent de façon quasi dictatoriale (Koléttis se réservant bientôt les fonctions de ministre des Affaires étrangères, de l'Intérieur et de la Justice) sans tenir compte de la majorité parlementaire. Ils sont aussi d'accord à propos de la Megali Idea, la volonté de réunir tous les Grecs dans un seul et même État grec. Lui-même d'Épire, Koléttis défend les droits des hétérochtones, Grecs nés hors des frontières du Royaume. Koléttis se maintient au pouvoir grâce à la corruption et à la manipulation électorale. Mais, ses positions très anti-turques lui valent un fort soutien populaire.
Koléttis meurt en 1847 des suites d'une attaque cérébrale, après plusieurs mois d'agonie.